# فرانسيسكو كييزا
فرانسيسكو كييزا (و. 1871 – 1973 م) هو كاتب، وشاعر سويسري، توفي في لوغانو، عن عمر يناهز 102 عاماً.

## التعليم
تعلم في جامعة بافيا
.

## جوائز وترشيحات
حصل على جوائز منها:

جائزة شيلر ‏ (1928)
ترشح لـ:
جائزة نوبل في الأدب (1956).

## روابط خارجية
- فرانسيسكو كييزا على موقع مونزينجر (الألمانية)